# Зольтау
Зольтау (нім. Soltau) — місто в Німеччині, розташоване в землі Нижня Саксонія. Входить до складу району Гайдекрайс.
Площа — 203,25 км2. Населення становить 21 309 ос. (станом на 31 грудня 2021).